# Patrick Alexander (Schriftsteller)
Patrick Alexander (* 19. April 1926; † 1997 oder 2003) war ein britischer Schriftsteller, Journalist und Drehbuchautor.

## Leben
Alexander arbeitete zunächst als Journalist.
Er bereiste Russland und Westeuropa.
1976 veröffentlichte er seinen ersten Roman Death of a Thin-Skinned Animal.
Dieser Roman wurde mehrfach ausgezeichnet und in mehrere Sprachen übersetzt.
1981 wurde er mit Jean-Paul Belmondo unter dem Titel Der Profi verfilmt.
Der Film war ebenfalls ein Erfolg und erhielt Auszeichnungen.
Alexander schrieb in der Folge weitere Spionageromane und Drehbücher zu verschiedenen Filmen und Fernsehfilmen.
In seiner Freizeit spielte Alexander gerne Schach, ein Thema, das auch in seinen Büchern auftauchte.

## Auszeichnungen
Für sein Buch Death of a Thin-Skinned Animal erhielt Alexander 1976 den John Creasey Memorial Award.

## Death of a Thin-Skinned Animal (deutsch: Eine Kugel für den Teufel)
Das Buch beschreibt den britischen Geheimdienstagenten Richard Abbot.
Abbot wird gegen seinen Willen von seinen Vorgesetzten überredet, ein Attentat auf einen (fiktiven) afrikanischen Diktator zu begehen.
Abbot ist ein sehr fähiger Agent, hat aber ein Gewissen.
Dies ist sein einziger "Nachteil", wie seine Vorgesetzten es ausdrücken.
Seine Vorgesetzten überzeugen Abbot schließlich, dass der Mord an dem Diktator unumgänglich ist, um viele Menschenleben zu retten.
Dann wandelt sich die Situation und Großbritannien möchte von dem Diktator billig Öl und Uran kaufen.
Also verrät der britische Geheimdienst Abbot an die Geheimpolizei des Diktators, die Abbot gefangen nimmt, kurz bevor dieser den Mord ausführt.
Sowohl Abbot als auch dem Diktator sind dieser Vorgang und seine Hintergründe völlig klar.
Abbot wird in dem (fiktiven) afrikanischen Land gefoltert und eingekerkert.
Nach zwei Jahren gelingt Abbot die Flucht und er kehrt nach London zurück, wo sich auch gerade der Diktator zu Verhandlungen über Öl- und Uranverkäufe aufhält.
Abbot schreibt dem britischen Geheimdienst in einem Brief, dass er nun seinen Auftrag ausführen und den Diktator ermorden wird.
Daraufhin macht der britische Geheimdienst mit allen ihm zur Verfügung stehenden Mitteln Jagd auf Abbot, um ihn "auszuschalten".
Aus Alexanders Buch Death of a Thin-Skinned Animal entstand 1981 der Film Der Profi mit Jean-Paul Belmondo.

## Bücher (Auswahl)
- Death of a Thin-Skinned Animal, Macmillan, London 1976, ISBN 978-0330253628. deutsch 1980: Eine Kugel für den Teufel ISBN 978-3-502-55741-8
- Show Me A Hero, 1979, Futura Publications, ISBN 978-0708828663
- Soldier On The Other Side, Futura Publications, 1983, ISBN 978-0708825716
- Ryfka, 1988, Century, ISBN 978-0712623346

## Filmographie, als Drehbuchautor
- 1956: The Condemned (Fernsehfilm)
- 1957: Studio One (Fernsehserie) Episode Twenty-Four Hours
- 1957: Der Verdammte (Fernsehfilm)
- 1958: Eddie, Tod und Teufel (Passport to Shame)
- 1959: De Veroordeelde (Fernsehfilm)
- 1971: Paul Temple (Fernsehserie) 39. Episode Ein hoher Einsatz (Catch Your Death)
- 1981: Der Profi (Le Professionnel) (nach dem Roman "Death of a Thin-Skinned Animal")